# Козьмодем’ян (село)
Козьмодем’ян (рос. Козьмодемьян) — село в Островському районі Костромської області Російської Федерації.
Населення становить 31 особу. Входить до складу муніципального утворення Адищевське сільське поселення.

## Історія
Від 1944 року населений пункт належить до Костромської області.
Від 2007 року входить до складу муніципального утворення Адищевське сільське поселення.

## Населення
| 2008 | 2010 | 2014 |
| ---- | ---- | ---- |
| 22   | ↗25  | ↗31  |